# Windmaschine (Musikinstrument)

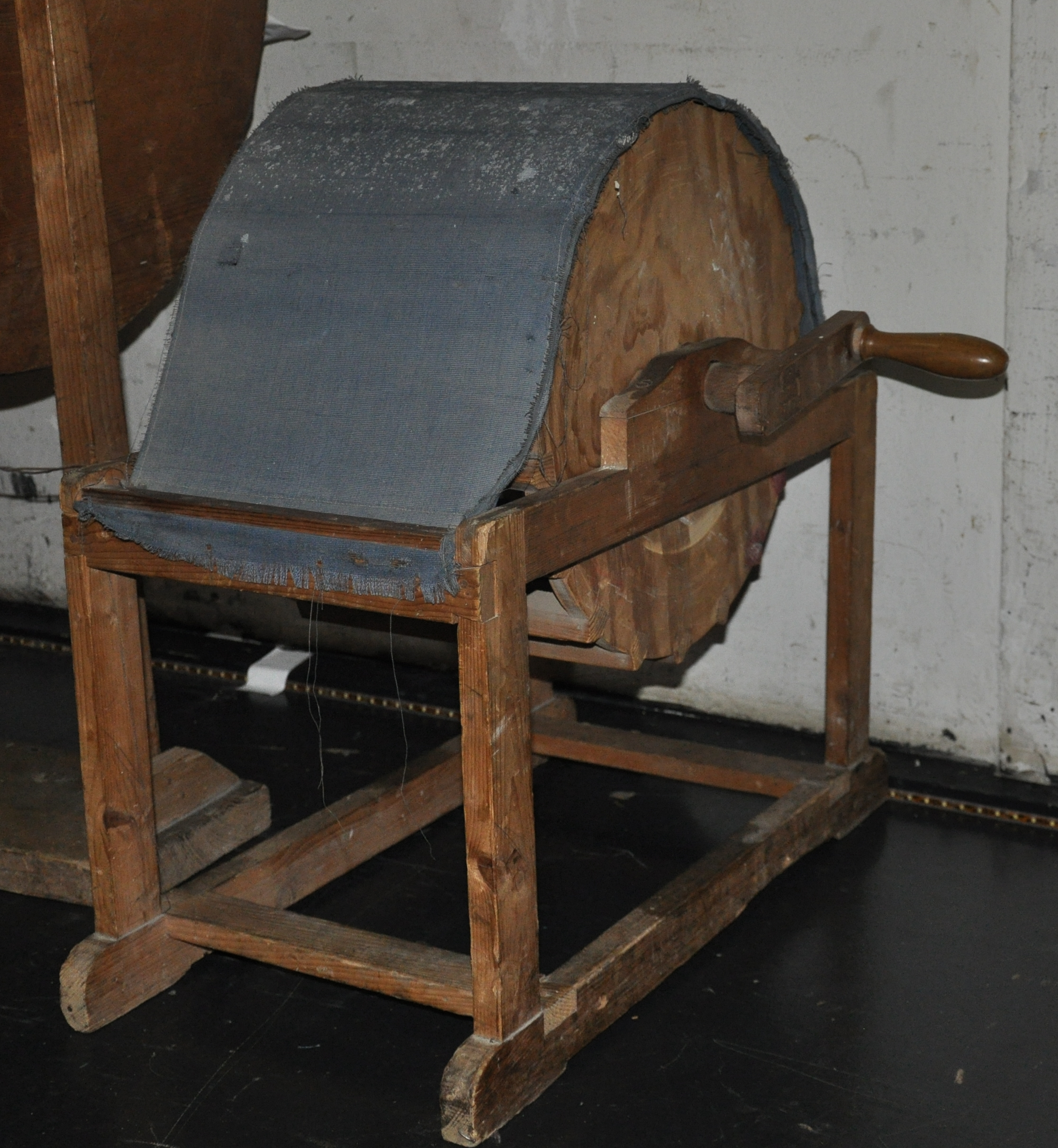
Windmaschine (um 1900) im Konzerthaus Ravensburg

Die Windmaschine (englisch wind machine oder aeoliphone) ist ein zur Gruppe der Reibidiophone gehöriges Effektinstrument, das in der Musik und im Theater zur Imitation von Wind- und Sturmgeräuschen eingesetzt wird. Die Windmaschine besteht zumeist aus einem waagerecht rotierend gelagerten und mit Bürsten besetzten Zylinder, der mit einer Handkurbel angetrieben wird und einen um den Zylinder gespannten feststehenden Riemen aus Taft oder ähnlichen Materialien zum Schwingen anregt. Die Lautstärke sowie in begrenztem Maße die Tonhöhe können durch variierte Rotationsgeschwindigkeit des Zylinders beeinflusst werden. Im Orchester gehört die Windmaschine zum Schlagwerk, wird also von den Schlagzeugern bedient. 
Ein bekanntes Beispiel des Einsatzes einer Windmaschine im Sinfonieorchester ist die Tondichtung Don Quixote von Richard Strauss, wo in der 7. Variation Don Quixotes Luftritt musikalisch in Szene gesetzt wird. Weitere Verwendungsbeispiele: Don Quixotte (Georg Philipp Telemann), Les Boréades (Jean-Philippe Rameau), Eine Alpensinfonie, Die Frau ohne Schatten (Richard Strauss), Sinfonia Antartica (Vaughan Williams), Daphnis und Chloé (Ravel).